# Nueva Esparta
Nueva Esparta er en af Venezuelas 23 delstater (estados).
11°N 64°V / 11°N 64°V